# Haliclona cancellata
Haliclona cancellata är en svampdjursart som först beskrevs av Carter 1887. Haliclona cancellata ingår i släktet Haliclona och familjen Chalinidae.
Artens utbredningsområde är Myanmar. Inga underarter finns listade i Catalogue of Life.